# InterContinental Shanghai Wonderland
InterContinental Shanghai Wonderland là một khách sạn nằm quận Tùng Giang, cách trung tâm thành phố Thượng Hải, Trung Quốc khoảng 1 giờ lái xe. Dự kiến cuối năm 2018 khai trương.
Khách sạn được xây dựng ở một mỏ đá bị bỏ hoang. Chủ đầu tư là nhà tỷ phú người Úc gốc Hoa Hứa Vinh Mậu, là người sáng lập và chủ tịch công ty bất động sản Shimao Property đã quyết định lên ý tưởng xây dựng nơi đây trở thành một khách sạn. Khách sạn này có 18 tầng với 16 tầng dưới mặt đất, chỉ có 2 phòng nằm ở phía trên. Khách sạn có tổng cộng 336 phòng.
Phần lớn các phòng đều có tầm nhìn hướng về thác nước nhân tạo xây bên cạnh mỏ đá hay khu vực đồi núi hùng vỹ nằm gần công viên quốc gia núi Thiên Môn.
Khách sạn này sử dụng nguồn năng lượng mặt trời và địa nhiệt cho những hoạt động thường ngày.